# Буршье, Генри, 1-й граф Эссекс
Генри Буршье (англ. Henry Bourchier; приблизительно 1404/08/09 — 4 апреля 1483) — английский аристократ, 2-й граф д’Э (1420—1449), 5-й барон Буршье (с 1432 года), 1-й виконт Буршье (с 1446), 1-й граф Эссекс (с 1461). Кавалер ордена Подвязки. Участвовал в Столетней войне, в Войнах Алой и Белой розы был на стороне Йорков, занимал должность лорда-казначея Англии в 1445—1446, 1460—1461 и 1471—1483 годах. Сражался при Нортгемптоне, во второй битве при Сент-Олбансе и при Барнете. Его верность королю Эдуарду IV во многом обеспечила внутренний мир в Англии в 1471—1483 годах.

## Происхождение
Генри Буршье принадлежал к младшей ветви знатного рода, владения которого располагались в Эссексе. Он был правнуком Роберта, 1-го барона Буршье. Его дед, будучи младшим сыном, остался без наследства, но отец, сэр Уильям, заключил очень почётный брак — с Анной Глостерской, дочерью Томаса Вудстока, герцога Глостера, и внучкой короля Эдуарда III. Родившийся от этого брака Генри (старший из четырёх сыновей) принадлежал к высшей аристократии и к ближайшему окружению монарха. Его старшим единоутробным братом был Хамфри Стаффорд, 1-й герцог Бекингем, двое младших полнородных братьев стали баронами Беннерс и Фиц-Уорин, а третий, Томас, — архиепископом Кентерберийским. Сестра Генри, Элеанора, вышла за Джона Моубрея, 3-го герцога Норфолка.

## Биография
Генри родился приблизительно в 1404, 1408 или 1409 году. Его отец, отличившийся в ходе войны на континенте, получил в 1419 году титул графа д’Э и обширные владения в Нормандии, но уже через год умер. Генри принял французское наследство. У его семьи были земли и в Англии (в Эссексе и Саффолке), но они оставались во владении Анны Глостерской до её смерти в 1438 году. В 1426 году Буршье был посвящён в рыцари в Лестере и женился на особе королевской крови — Изабелле Кембриджской, дочери Ричарда Конисбурга, 3-го графа Кембриджа, правнучке Эдуарда III. Брат невесты, герцог Ричард Йоркский, подарил ей ежегодную ренту в сто фунтов.
В последующие годы Буршье сражался на континенте. Он был в составе армии герцога Бедфорда в 1427 году, участвовал в коронационном походе Генриха VI (1430) и, возможно, в походе Хамфри Глостерского на помощь Кале (1436). В 1439 году сэр Генри вёл переговоры с французами о перемирии. В 1441 году он во главе целого войска высадился на континенте, чтобы присоединиться к шурину, Ричарду Йоркскому, который назначил его капитаном Невшателя и губернатором Пикардии. Эти посты вместе с должностью губернатора крепости Ле-Кротуа должны были приносить Буршье тысячу фунтов жалованья в год, но королевская казна была пуста, так что сэр Генри поневоле стал её кредитором. Только позже, став лордом-казначеем, он смог получить часть долга.
После смерти своей кузины Элизабет Буршье в 1432 году сэр Генри получил владения старшей ветви рода — поместья в Эссексе с прилагавшимся к ним титулом барона Буршье. Его регулярно вызывали в парламент либо как барона, либо как графа д’Э; впрочем, другие английские бароны не признавали за ним графское достоинство. В 1446 году за свои военные заслуги сэр Генри получил титул виконта Буршье, в 1450 или 1452 году стал кавалером ордена Подвязки. Нормандские земли и права на графский титул он к тому моменту потерял из-за поражений в Столетней войне.
В 1450-е годы в Англии развернулась борьба между двумя группировками знати, постепенно переросшая в гражданскую войну. Одну из этих группировок возглавлял шурин Буршье, Ричард Йоркский, к другой принадлежал брат Буршье, Хамфри Стаффорд. Сэр Генри старался держаться в стороне от конфликта, и это ему долгое время удавалось. В 1454 году, во время первого протектората Ричарда, Буршье заседал в Королевском совете и играл там важную роль (вместе с братом Томасом). Сражался ли он в первой битве при Сент-Олбансе, когда йоркисты взяли короля в плен (22 мая 1455 года), неясно: возможно, виконт присоединился к Ричарду, как и его зять Норфолк, только на следующий день. В любом случае уже через неделю Ричард, ставший правителем королевства, назначил сэра Генри лордом-верховным казначеем. В октябре 1456 года Генрих VI под нажимом своей жены Маргариты Анжуйской уволил виконта. Последний сохранял нейтралитет и только в 1459 году, когда парламент объявил изменниками в числе прочих йоркистов двух его сыновей, открыто выступил на стороне герцога Ричарда.
В июле 1460 года Буршье сражался при Нортгемптоне, где Ричард Невилл, 16-й граф Уорик, победил Ланкастеров, в феврале 1461 года — во второй битве при Сент-Олбансе, когда Уорик преградил врагу путь на Лондон, но был разбит. После Нортгемптона виконт снова получил должность казначея. Он долго был против детронизации Генриха VI и поменял свои взгляды только после гибели Ричарда Йоркского в декабре 1460 года. Сэр Генри был в числе лордов, признавших сына Ричарда, Эдуарда Марчского, королём (3 марта 1461) и затем одержавших решающую победу при Таутоне (29 марта). Эдуард в благодарность включил виконта в свой Тайный совет, пожаловал ему титул графа Эссекса, передал ему часть земель, конфискованных у графов Уилтшира и Оксфорда. Пост казначея Буршье оставил в 1462 году, но в 1467 получил почётную должность управляющего королевским двором.
Когда Ланкастеры благодаря союзу с Уориком вернулись к власти (1470), сэр Генри остался предан Йоркам. Из-за этого он потерял пост управляющего и даже был на время арестован, но позже получил свободу. Граф стал посредником в тайных переговорах между Эдуардом IV и его неверным братом Джорджом Кларенсом. Когда Эдуард вернулся из изгнания, Буршье поднял в его поддержку рыцарство Эссекса и присоединился к королю накануне битвы при Барнете, где Уорик был разбит и погиб (в этом сражении был убит и старший сын графа). Позже сэр Генри защищал Лондон от кентских сторонников Ланкастеров во главе с Томасом Невиллом, бастардом Фоконбергом.
Историки констатируют, что влияние графа Эссекса в Восточной Англии стало одним из решающих факторов, благодаря которым Эдуард IV смог вернуться на престол и обеспечивать внутреннюю стабильность до самой своей смерти (1471—1483). Сэр Генри после реставрации снова стал лордом-верховным казначеем, получил важный пост управляющего герцогством Ланкастерским на юге; в 1473 году он некоторое время исполнял обязанности лорда-хранителя большой королевской печати. Эти должности приносили ему большой доход. Кроме того, граф вёл выгодную торговлю, вывозя на континент шерсть из своих владений и корнуолльское олово, импортируя предметы роскоши из Средиземноморья. Земли Буршье приносили ему 1400 фунтов в год, к ним добавились баронии Уэрк и Тиндейл в Нортумберленде, пожалованные Эдуардом.
Сэр Генри умер 4 апреля 1483 года в возрасте более 70 лет, всего за пять дней до смерти короля. Его похоронили в аббатстве Били в Эссексе, но позже могилу перенесли в церковь города Литтл-Истон.

## Семья
Генри Буршье был женат на Изабелле Кембриджской, дочери Ричарда Конисбурга, графа Кембриджа, и Анны Мортимер, прежде супруге сэра Томаса Грея из Хитона. Она родила семерых сыновей и одну дочь. Граф смог обеспечить большинству детей выгодные браки.
- Уильям (умер в 1480), виконт Буршье, муж Анны Вудвилл, сестры королевы Елизаветы;
- Генри (умер в 1462 году), был женат на наследнице 7-го барона Скейлза[4];
- Хамфри (погиб в 1471), благодаря браку с племянницей Ральфа Кромвеля стал 1-м бароном Кромвель[2][15];
- Джон (умер между 1490 и 1494), 6-й барон Феррерс из Гроуби благодаря женитьбе на Элизабет Феррерс[16];
- Томас (умер в 1492), муж Изабеллы Барр[4], вдовы Хамфри Стаффорда, графа Девона[2];
- Эдуард (погиб в 1460)[4];
- Фульк (умер ребёнком)[4];
- Изабелла (умерла ребёнком)[4].

По мнению Элисон Вейр, у Буршье была вторая дочь по имени Флоренс, скончавшаяся в 1525/1526 годах, а также ещё один сын, Хью, умерший в младенчестве.
Граф пережил почти всех своих сыновей, так что его наследником стал внук — тоже Генри, единственный сын Уильяма. Вдова сэра Генри умерла 2 октября 1484 года и была похоронена рядом с мужем.